# 灵城街道
灵城街道，是中华人民共和国广西壮族自治区钦州市灵山县下辖的一个街道办事处。

## 行政区划
灵城街道下辖以下地区：
附城社区、六峰社区、中山社区、梓崇村、前进村、白水村、棠梨村、白木村和谭礼村。